# Vladimir Soria
Vladimir Soria Camacho (Cochabamba, 15 luglio 1964) è un ex calciatore boliviano, di ruolo centrocampista. Ha giocato per tutta la sua carriera nel Club Bolívar.

## Carriera

### Club
Nel 1985 debutta nel campionato boliviano di calcio, giocando in 15 anni 451 gare, segnando 52 gol e vincendo otto titoli nazionali.

### Nazionale
Con la nazionale di calcio della Bolivia ha giocato 51 partite, segnando una rete e partecipando a varie edizioni della Copa América e al campionato del mondo 1994.

## Palmarès

### Club

#### Competizioni nazionali
- Campionato boliviano: 8

Bolivar: 1985, 1987, 1988, 1991, 1992, 1994, 1996, 1997